# Loossemble (мініальбом)
Loossemble — дебютний мініальбом південнокорейського жіночого гурту Loossemble. Він вийшов на CTDENM 15 вересня 2023 року і містить вісім треків, включаючи головний сингл «Sensitive».

## Передумови і випуск
23 серпня 2023 року CTDENM оголосив, що Loossemble випустять свій однойменний дебютний мініальбом 15 вересня. Того ж дня було оприлюднено і розклад промо. 7 вересня було опубліковано трек-лист із піснею «Sensitive», анонсованою головним синглом. Тизери музичного відео для «Sensitive» вийшли 11 вересня та 13 вересня 14 вересня було опубліковано найпопулярніший тизер-відео. Альбом вийшов разом із музичним відео на пісню «Sensitive» 15 вересня

## Трек-лист
| Трек-лист для Loossemble | Трек-лист для Loossemble             | Трек-лист для Loossemble | Трек-лист для Loossemble                       | Трек-лист для Loossemble |
| #                        | Назва                                | Автор | Аранжування                                    | Тривалість               |
| ------------------------ | ------------------------------------ | --- | ---------------------------------------------- | ------------------------ |
| 1.                       | «Intro: Searching for their friends» | | OUOW                                           | 0:42                     |
| 2.                       | «Sensitive»                          | Hwang Yu-bin (XYXX) | Clovd (WSHL:ST) Kwon Deok-geun (WSHL:ST) Puff  | 3:05                     |
| 3.                       | «Real World»                         | Kim Sung-hee (JamFactory) Jang Da-in (PNP) Lee Yeon-ji (PNP) Kim Anna (PNP) Хеджу Je Na-bin (JamFactory) C'Sa                                            | Strawberrybananaclub                           | 3:11                     |
| 4.                       | «Colouring»                          | Choi Eun-you (JamFactory) Oni (PNP) Jo Ah-ra (JamFactory) Hwa Im-hyun (PNP) Kim Na-hee (JamFactory) Kim Hyun-kyung (JamFactory Віві Йоджін Meansof (PNP) | Phil Schwan J.Lu (OceanCave)                   | 3:11                     |
| 5.                       | «Newtopia»                           | Kyung Jin-hee (JamFactory) Lee Da-eum (PNP) Yoon Ye-ji (PNP) Ґо Вон                                                                                      | Samuel Preston Alex Smith                      | 3:35                     |
| 6.                       | «Strawberry Soda»                    | Ів | Lee Ye-jun (Nine) Do Min-gyu Kim Min-gu (Nine) | 3:03                     |
| 7.                       | «Day by Day»                         | Хьонджін | Bymore                                         | 3:12                     |
| 8.                       | «Sensitive» (English Version)        | Livy | Clovd (WSHL:ST) Kwon Deok-geun (WSHL:ST) Puff  | 3:05                     |
| 23:01                    |                                      | |                                                |                          |

## Кредити та персонал
Кредити адаптовані з Melon.
Студія
- Doobdoob Studio — запис (треки 2, 7–8), цифрове редагування (трек 7)
- Vibe Music Studio 606 — запис (треки 3–6)
- ONR Studio — зведення (трек 1), цифрове редагування (треки 2, 8)
- 821 Звук — мікшування (треки 3–4)
- Koko Sound Studio — зведення (треки 4, 6)
- Dream Factory — зведення (треки 4, 6)
- Hitmanic Soundz — зведення (трек 5)
- InGrid Studio — зведення (трек 7)
- 821 Sound Mastering — мастеринг (треки 2–8)
- Nine Studio — цифрове редагування (трек 6)

Персонал
- Loossemble – вокал (треки 2–8)
- Хеджу – текст (трек 3)
- Віві – текст (трек 4)
- Йоджін – текст (трек 4)
- Ґо Вон – текст (трек 5)
- Хьонджін – текст (трек 6)
- Livy – бек-вокал (треки 2, 8), текст англійською мовою (трек 8)
- C'Sa – бек-вокал (трек 3), текст (трек 3), композиція (треки 2–3, 7–8), вокальна режисура (трек 3), цифрове редагування (трек 3)
- Sophia Pae – бек-вокал (треки 4–5)
- Perrie (153/Joombas) – бек-вокал (трек 6)
- Kim Yeon-seo – бек-вокал, вокальна режисура (трек 7)
- Hwang Yu-bin (XYXX) – текст (трек 2)
- Kim Sung-hee (JamFactory) – текст (трек 3)
- Jang Da-in (PNP) – текст (трек 3)
- Lee Yeon-ji (PNP) – текст (трек 3)
- Kim Anna (PNP) – текст (трек 3)
- Je Na-bin (JamFactory) – текст (трек 3)
- Choi Eun-you (JamFactory) – текст (трек 4)
- Oni (PNP) – текст (трек 4)
- Jo Ah-ra (JamFactory) – текст (трек 4)
- Hwa Im-hyun (PNP) – текст (трек 4)
- Kim Na-hee (JamFactory) – текст (трек 4)
- Kim Hyun-kyung (JamFactory) – текст (трек 4)
- Meansof (PNP) – текст (трек 4)
- Kyung Jin-hee (JamFactory) – текст (трек 5)
- Lee Da-eum (PNP) – текст (трек 5)
- Yoon Ye-ji (PNP) – текст (трек 5)
- Ів – текст, композиція, вокальна режисура (трек 6)
- OUOW – композиція, аранжування (трек 1)
- Clovd (WSHL:ST) – композиція, аранжування (треки 2, 8)
- Kwon Deok-geun (WSHL:ST) – композиція, аранжування (треки 2, 8)
- Puff – композиція, аранжування (треки 2, 8)
- Strawberrybananaclub – композиція, аранжування, вокальна режисура (трек 3)
- Phil Schwan – композиція, аранжування, комп'ютерне програмування, інструменти (трек 4)
- J.Lu (OceanCave) – композиція, аранжування, комп'ютерне програмування, інструменти (трек 4)
- Jsong (OceanCave) – композиція (трек 4)
- Kloe – композиція (трек 5)
- Samuel Preston – композиція, аранжування (трек 5)
- Alex Smith – композиція, аранжування (трек 5)
- Kim Min-gu (Nine) – композиція, аранжування, вокальна режисура (трек 6)
- Lee Ye-jun (Nine) – композиція, аранжування, вокальна режисура, гітара, барабан, клавішні (трек 6)
- Min!n' (Nine) – композиція, вокальна режисура (трек 6)
- Do Min-gyu – композиція, аранжування, клавішні (трек 6)
- Bymore – композиція, аранжування (трек 7)
- Taeseok – вокальна режисура (треки 2, 8)
- Jae Do-ji – вокальна режисура (треки 4–5)
- Jang Woo-young – запис (треки 2, 8)
- Kwon Kwon-jin – запис (треки 2, 7–8), цифрове редагування (трек 7)
- Kim Ji-hyun – запис (треки 2, 8)
- Jeong Mo-yeon – запис (треки 3–6)
- Lee Kang-hyun – запис (треки 3–6)
- Lee Yu-na – запис (треки 3–6)
- Kim Bo-seong – мікшування (треки 2, 8)
- Master Key – мікшування (трек 3)
- Go Hyeon-jeong – зведення (треки 4, 6)
- Kim Jung-sang – мікшування (асистент) (треки 4, 6)
- Ji Min-woo – мікшування (асистент) (треки 4, 6)
- Kim Jun-young – мікшування (асистент) (треки 4, 6)
- Hitmanic – зведення (трек 5)
- Jeong Eun-kyung – мікшування (трек 7)
- Kwon Nam-woo – мастеринг (треки 2–8)
- Ahn Chang-gyu – цифрове редагування (треки 2, 8)
- Sam Carter – цифрове редагування (треки 4–5)
- Chae Soo-seong – цифрове редагування (трек 6)
- Yundak – барабан, струнні, клавішні (трек 1)
- Ryu Seung-hoon – гітара (треки 2, 8)
- Kim Dong-seong – бас (треки 2, 8)
- Cho Yong-ho – синтезатор (треки 2, 8)
- Shin Eun-ji – vocal синтезатор (треки 2, 8)
- Mopin – барабан, бас, клавішні (трек 7)
- Kim Jin-sol – ударні, бас, клавішні (трек 7)
- Choi Young-hoon – гітара (трек 7)

## Чарти
| Чарти (2023)                            | Пікова позиція |
| --------------------------------------- | -------------- |
| Південна Корея (Circle Album Chart)     | 6              |
| Велика Британія UK Digital Albums (OCC) | 66             |

## Історія випуску
| Регіон         | Дата            | Формат                        | Лейбл               |
| -------------- | --------------- | ----------------------------- | ------------------- |
| Південна Корея | 15 вересня 2023 | CD                            | CTDENM Warner Music |
| Весь світ      | 15 вересня 2023 | Цифрове завантаження стримінг | CTDENM Warner Music |